# Sadia Argueta
Sadia Yarardin Argueta Hernández (sinh ngày 15 tháng 3 năm 1984) là một chính trị gia người Honduras. Cô hiện đang giữ chức phó đại biểu của Quốc hội Honduras đại diện cho Đảng Dân chủ Cơ đốc giáo ở Honduras cho Cortés.